# 乾祐 (后汉)
乾祐（948年—951年）是后汉高祖劉知遠开始使用的一个年号。乾祐元年二月后汉隐帝劉承祐即位沿用，一直到后汉灭亡。共计3年。
吳越忠懿王钱俶，荆南文獻王高從誨、貞懿王高保融，楚废王馬希廣（到950年十一月）亦用此年号（948年—950年）。北汉世祖劉旻、睿宗劉鈞从951年继续沿用此年号（951年—954年十月，乾祐四年－九年）。

## 改元
- 天福十三年——正月五日，改元乾祐元年。二十七日，後漢高祖去世。二月一日，隱帝劉承祐繼位。[4][5][6]
- 乾祐三年——十一月二十二日，後漢隱帝被殺，後漢滅亡。[7][8][9]
- 乾祐四年——正月十六日，北漢世祖劉旻繼位，建立北漢，仍用乾祐年號，稱乾祐四年。[10][11][12]
- 乾祐十年——正月一日，改元天會元年。[13][14][15]

## 纪年對照表

### 後漢
| 乾祐 | 元年  | 二年  | 三年  | 四年  |
| ---- | ----- | ----- | ----- | ----- |
| 公元 | 948年 | 949年 | 950年 | 951年 |
| 干支 | 戊申  | 己酉  | 庚戌  | 辛亥  |

### 北漢
| 乾祐 | 四年  | 五年  | 六年  | 七年  | 八年  | 九年  |
| ---- | ----- | ----- | ----- | ----- | ----- | ----- |
| 公元 | 951年 | 952年 | 953年 | 954年 | 955年 | 956年 |
| 干支 | 辛亥  | 壬子  | 癸丑  | 甲寅  | 乙卯  | 丙辰  |

## 同期存在的其他政权年号
- 中國
  - 保大（943年－957年）：南唐—李璟之年號
  - 和（943年－958年）：南漢—劉晟之年號
  - 广政（938年－965年）：後蜀—孟昶之年號
  - 广顺（951年－953年）：後周—郭威之年號
  - 显德（954年－960年）：後周—郭威、柴榮、柴宗訓之年號
  - 至治（946年－951年）：大理—段思良之年號
  - 明德（952年）：大理—段思聰之年號
  - 廣德（953年－967年）：大理—段思聰之年號
  - 天祿（947年－951年）：遼—遼世宗耶律阮之年號
  - 應曆（951年－969年）：遼—遼穆宗耶律璟之年號
  - 同慶（912年－966年）：于闐—尉遲烏僧波之年號
- 日本
  - 天曆（947年－957年）：村上天皇之年号

## 深入閱讀
- 李崇智. . 北京: 中華書局. 2004年12月. ISBN 7101025129.
- 鄧洪波. . 臺北: 國立臺灣大學東亞經典與文化研究計劃. 2005年3月  [2022-01-03]. ISBN 9789860005189. （原始内容 (pdf)存档于2007-08-25）. （页面存档备份，存于）

## 參看
- 中國年號索引
- 其他政权使用的乾祐年号

| 前一年號： 天福 | 后汉年号 | 下一年號： 后周：广顺 |

| 前一年號： 天福 | 吴越年号 | 下一年號： 广顺 |

| 前一年號： 天福 | 荊南年號 | 下一年號： 廣順 |

| 前一年號： 天福 | 马楚年号 | 下一年號： 保大 |

| 前一年號： -- | 北汉年号 | 下一年號： 天会 |